# Минасян, Гор Тигранович
Гор Тигранович Минасян (арм. Գոռ Մինասյան; род. 25 октября 1994 года, Гюмри, Армения) — армянский и бахрейнский тяжелоатлет, двукратный чемпион Азии (2022, 2023), многократный призёр чемпионатов Европы (2016, 2017, 2021, 2022) и мира (2015, 2018, 2019, 2021, 2022, 2023), призёр Олимпийских игр (2016 и 2024 годов). Заслуженный мастер спорта Армении (2017).

## Биография
Гор Минасян родился 25 октября 1994 года в Гюмри. Будучи ребёнком, пробовал заниматься борьбой и боксом. В возрасте 10 лет начал заниматься тяжёлой атлетикой под руководством Акопа Пилосяна.
В 2010 году на юношеских Олимпийских играх в Сингапуре завоевал серебряную медаль в весовой категории свыше 85 кг.
10 мая 2013 года был дисквалифицирован на 2 года после того, как его допинг-проба дала положительный результат на нандролон.
После возвращения на помост в 2015 году прочно входит в мировую элиту супертяжёлой весовой категории. В 2016 году на Олимпийских играх в Рио-де-Жанейро занял второе место, уступив лишь выдающемуся грузинскому атлету Лаше Талахадзе.
В 2018 году на чемпионате мира в Ашхабаде, выступая в весовой категории свыше 109 кг, завоевал серебряную медаль, набрав в сумме двоеборья 450 кг.
В 2019 году на чемпионате мира в Паттайе вновь стал серебряным призёром с суммой двоеборья 460 кг. В упражнении рывок он был вторым (212 кг), в толчке также стал обладателем малой серебряной медали (248 кг).
В апреле 2021 года на чемпионате Европы в Москве завоевал серебро с результатом 464 килограмма. В отдельных упражнениях он также выиграл малые серебряные медали. В декабре того же года на чемпионате мира в Ташкенте стал бронзовым призёром, уступив не только грузину Талахадзе, но и своему соотечественнику Вараздату Лалаяну. 
В июне 2022 года на чемпионате Европы в Тиране вновь стал третьим после Талахадзе и Лалаяна. В июле того же года стало известно, что, получив предложение сменить спортивное гражданство, принял решение выступать в дальнейшем за Бахрейн. В октябре дебютировал под флагом этой страны на чемпионате Азии и выиграл его с азиатскими рекордами в рывке (210 кг) и сумме двоеборья (452 кг). В декабре стал серебряным призёром чемпионата мира в Боготе, в упорной борьбе обойдя на 1 кг Вараздата Лалаяна.
В мае 2023 года вновь стал чемпионом Азии и обновил азиатские рекорды в рывке (217 кг) и сумме двоеборья (464 кг). В сентябре того же года с результатом 459 кг по сумме двух упражнений завоевал бронзовую медаль чемпионата мира в Эр-Рияде.
На летних Олимпийских играх в Париже в 2024 году, в категории свыше 102 кг, Гор завоевал бронзовую медаль с результатом по сумме двух упражнений — 461 кг, что на 9 кг меньше, чем у олимпийского чемпиона Лаши Талахадзе.
В декабре 2024 года на чемпионате мира в Бахрейне в упражнении рывок завоевал малую серебряную медаль с результатом 210 кг. По итогам двух упражнений стал четвёртым с результатом 455 кг.

## Спортивные результаты
| За Армению |                              |                  |                   |        |        |                 |       |
| Год        | Соревнование                 | Место проведения | Весовая категория | Рывок  | Толчок | Сумма двоеборья | Место |
| 2010       | Юношеские Олимпийские игры   | Сингапур         | свыше 85 кг       | 160 кг | 190 кг | 350 кг          | 2     |
| 2013       | Чемпионат Европы             | Тирана           | свыше 105 кг      | 185 кг | 215 кг | 400 кг          | 7     |
| 2013       | Чемпионат мира среди юниоров | Лима             | свыше 105 кг      | 183 кг | 220 кг | 403 кг          | DSQ   |
| 2015       | Чемпионат мира               | Хьюстон          | свыше 105 кг      | 203 кг | 234 кг | 437 кг          | 3     |
| 2016       | Чемпионат Европы             | Фёрде            | свыше 105 кг      | 205 кг | 238 кг | 443 кг          | 2     |
| 2016       | Олимпийские игры             | Рио-де-Жанейро   | свыше 105 кг      | 210 кг | 241 кг | 451 кг          | 2     |
| 2017       | Чемпионат Европы             | Сплит            | свыше 105 кг      | 211 кг | 235 кг | 446 кг          | 2     |
| 2018       | Чемпионат мира               | Ашхабад          | свыше 109 кг      | 205 кг | 245 кг | 450 кг          | 2     |
| 2019       | Чемпионат Европы             | Батуми           | свыше 109 кг      | 200 кг | 222 кг | 422 кг          | 5     |
| 2019       | Чемпионат мира               | Паттайя          | свыше 109 кг      | 212 кг | 248 кг | 460 кг          | 2     |
| 2021       | Чемпионат Европы             | Москва           | свыше 109 кг      | 216 кг | 248 кг | 464 кг          | 2     |
| 2021       | Чемпионат мира               | Ташкент          | свыше 109 кг      | 205 кг | 243 кг | 448 кг          | 3     |
| 2022       | Чемпионат Европы             | Тирана           | свыше 109 кг      | 210 кг | 236 кг | 446 кг          | 3     |
|            |                              |                  |                   |        |        |                 |       |
| За Бахрейн |                              |                  |                   |        |        |                 |       |
| Год        | Соревнование                 | Место проведения | Весовая категория | Рывок  | Толчок | Сумма двоеборья | Место |
| 2022       | Чемпионат Азии               | Манама           | свыше 109 кг      | 210 кг | 242 кг | 452 кг          | 1     |
| 2022       | Чемпионат мира               | Богота           | свыше 109 кг      | 212 кг | 250 кг | 462 кг          | 2     |
| 2023       | Чемпионат Азии               | Чинджу           | свыше 109 кг      | 217 кг | 247 кг | 464 кг          | 1     |
| 2023       | Чемпионат мира               | Эр-Рияд          | свыше 109 кг      | 213 кг | 246 кг | 459 кг          | 3     |
| 2024       | Олимпийские игры             | Париж            | свыше 102 кг      | 216 кг | 245 кг | 461 кг          | 3     |

## Награды
- Медаль «За заслуги перед Отечеством» 1 степени (7 сентября 2016) — за блестящее соревнование и защиту спортивной чести Родины на XXXI летних Олимпийских играх, состоявшихся в Рио-де-Жанейро в 2016 году[7].
- Медаль «За заслуги перед Отечеством» 2 степени (7 сентября 2017) — по случаю Дня Независимости Республики Армения, за значительный вклад в развитие физической культуры и спорта чемпион Всемирных студенческих игр 2017 года[8].
- Медаль Признательности[арм.] (20 ноября 2018) — за блестящее выступление на чемпионате мира по тяжелой атлетике и за представление Республики Армения на международной арене[9].